# Grön lobmätare
Grön lobmätare (Acasis viretata) är en fjärilsart som beskrevs av Jacob Hübner år 1799. Grön lobmätare ingår i släktet Acasis och familjen mätare. Arten är reproducerande i Sverige. Inga underarter finns listade i Catalogue of Life.

## Bildgalleri

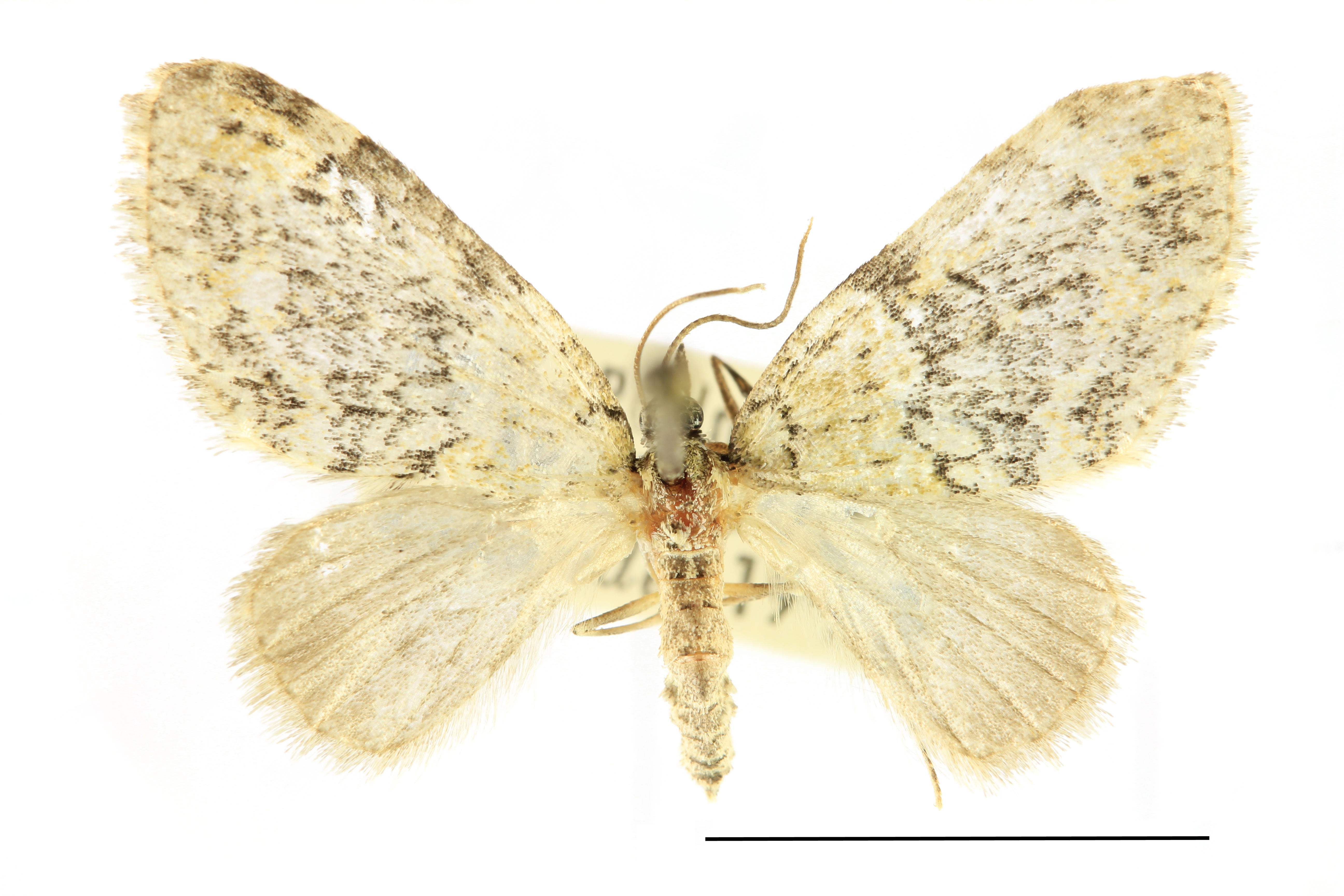
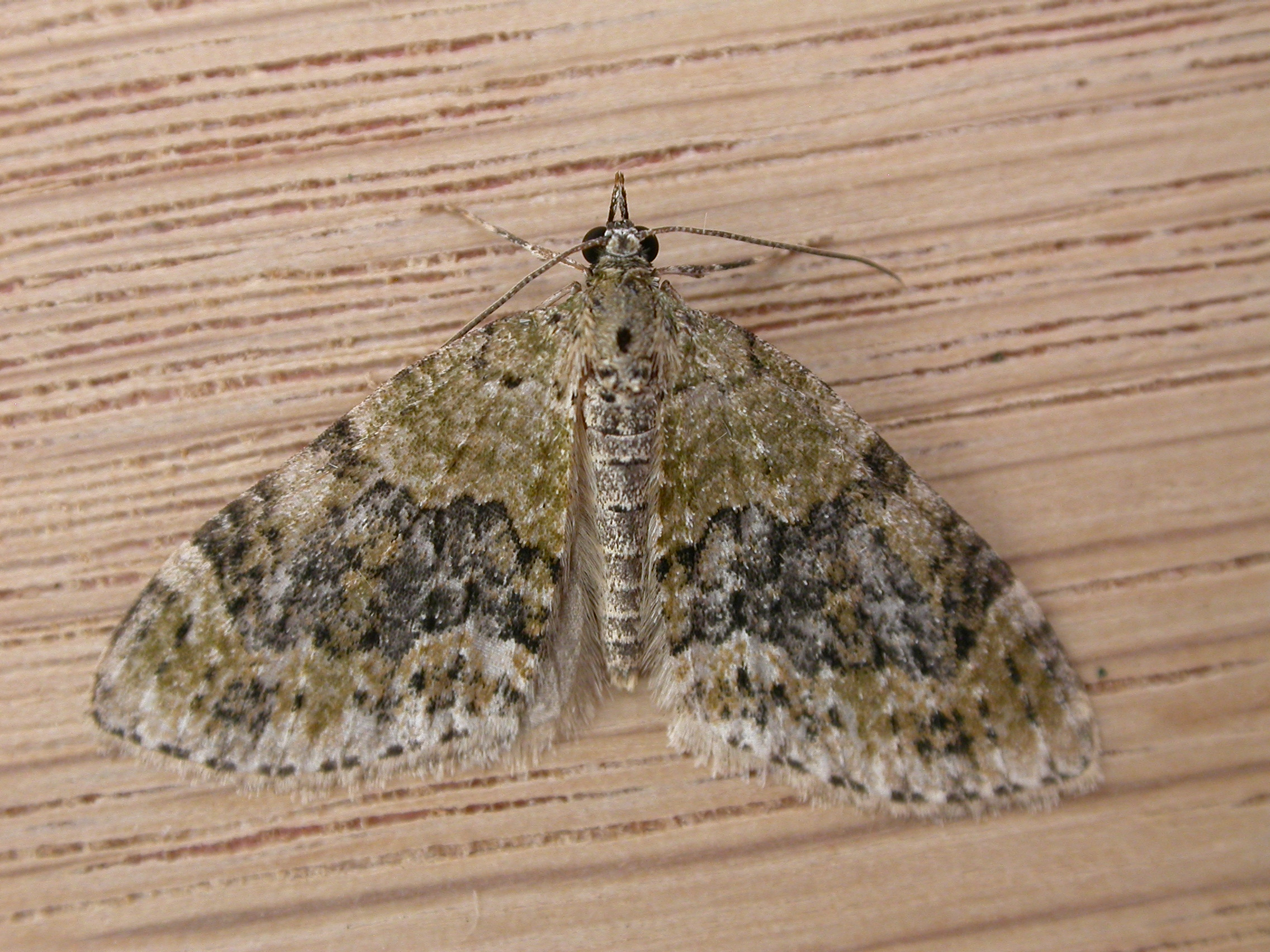
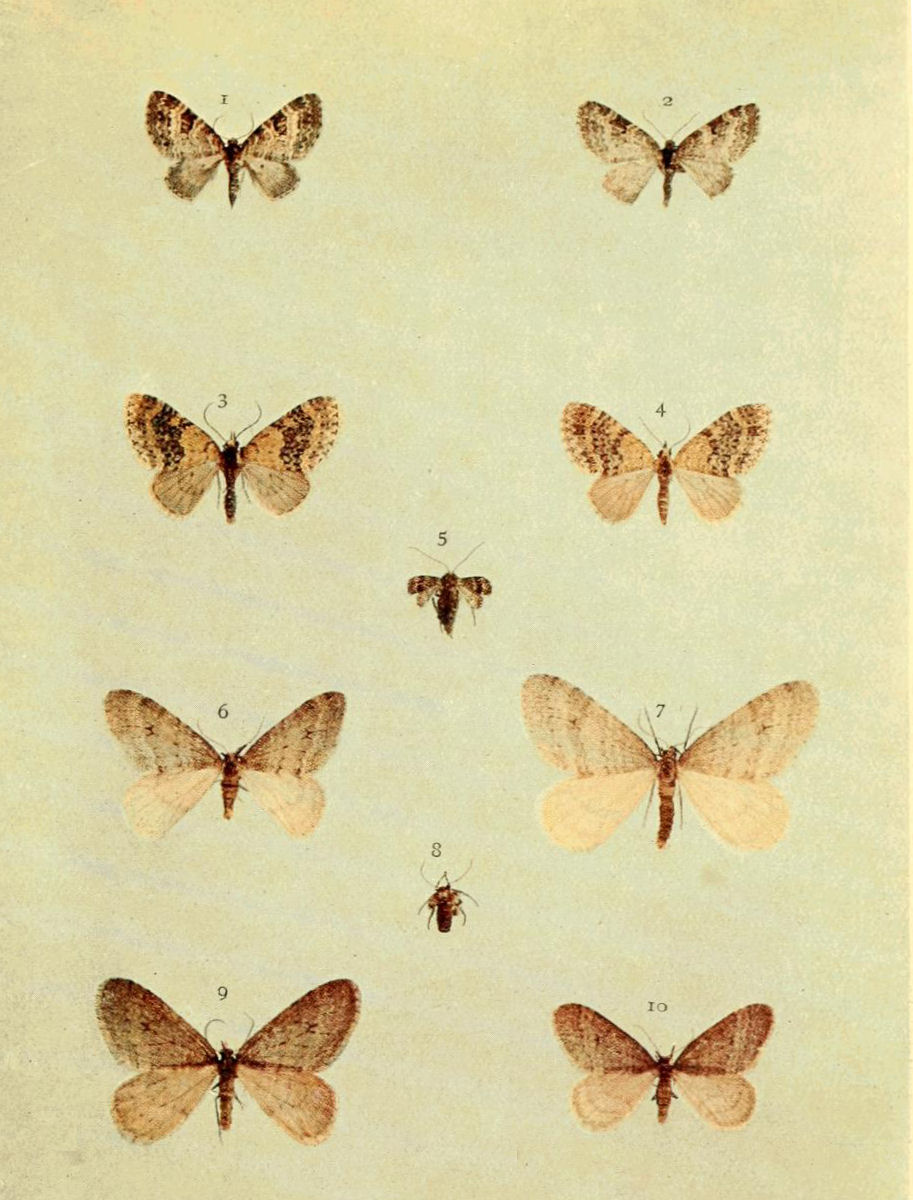